# Oblicza miłości
Oblicza miłości (hisz. De que te quiero, te quiero) – meksykańska telenowela Televisy z 2013 roku, której producentką jest Lucero Suarez. Jest to nowa wersja telenoweli Carita Pintada. W rolach głównych występują Livia Brito i Juan Diego Covarrubias. Role antagonistów grają Esmeralda Pimentel i Juan Diego Covarrubias. Produkcja emitowana była w Meksyku na kanale XEW-TV (El Canal de las Estrellas). Od 29 stycznia do 11 sierpnia 2016 telenowela była emitowana w Polsce na kanale TV Puls.

## Fabuła
Historia Oblicza miłości zaczyna się od spotkania Natalii Garcia (Livia Brito) i Diego Cáceresa (Juan Diego Covarrubias)  podczas święta rybaków w Tuxpan, Veracruz, gdzie Natalia zostaje wybrana królową piękności. Miłość między nimi rodzi się od pierwszej chwili. Choć dziewczyna mieszka wraz z rodziną całe życie w Tuxpan, to nigdy wcześniej nie spotkała się z Diego, którego  rodzinna posiadłość znajduje się w pobliżu. Natalia odkrywa, że Diego ma brata bliźniaka, Rodrigo (Juan Diego Covarrubias), z którym rywalizują całe życie o wszystko, a teraz także i o nią. Wywoła to poważne konsekwencje, błędy, problemy i nieoczekiwane wydarzenia pełne miłości, dramatu i humoru.

## Obsada
- Livia Brito – Natalia García / Natalia Vargas Cáceres
- Juan Diego Covarrubias – Diego Cáceres / Rodrigo Cáceres
- Cynthia Klitbo – Carmen García
- Marcelo Córdoba – Eleazar Medina
- Aarón Hernán – Don Vicente Cáceres
- Marisol del Olmo – Irene Cáceres
- Gerardo Murguía – Tadeo Vargas
- Esmeralda Pimentel – Diana Mendoza de Cáceres
- Silvia Mariscal – Luz Vda de Medina
- Lisardo – Carlos Pereyra
- Carlos Ferro – Alonso Cortés
- Daniela Luján – Karina Montiel
- José Carlos Femat – Andrés
- Polo Monarrez – Morales
- Hugo Macías Macotela – Tiburcio
- Rolando Brito – Padre Juancho
- Alfredo Gatica – Abdul García
- Fabiola Guajardo – Brigitte García
- Juan Carlos „El Borrego” Nava
- Raquel Morell – Dolores
- Cecilia Galliano – Jacqueline Basurto Rosales
- Fernanda Sasse – Lupita García
- Pierre Louis – Paolo García
- Ricardo Fernández – Alberto Campos
- Jesús Moré – Oliverio
- Tania Ibánez – Angela
- Sofía Tejeda – Lala
- Mirta Renée – Kimberly
- Ruth Rosas – Hilda
- Maria Alicia Delgado – Mirna
- Bibelot Mansur
- Liz Vega – Angélica

## Wersje
- Pierwszą wersją tej historii jest Carita Pintada wyprodukowana przez RCTV w 1999 roku, napisana przez Valentina Párraga. Protagonistami byli Catherine Correia i Simón Pestana.